# Шилка (ЗСУ)
ЗСУ-23-4 «Ши́лка» (индекс ГРАУ — 2А6) — советская автоматическая зенитная самоходная установка разработки ОКБ-40, гл/ген. конструктор — Н. А. Астров. Получила своё название по имени реки Шилки, левого притока Амура.
ЗСУ предназначена для защиты боевых порядков войск, колонн на марше, стационарных объектов и железнодорожных эшелонов от нападения воздушного противника. Уничтожение воздушных целей обеспечивается при наклонной дальности от 200 до 2500 метров и высоте полёта до 1500 метров, при скорости цели до 450 м/с; также возможно поражение наземных (надводных) целей на дальности до 2000 метров.
Выпускалась серийно, поставлялась на вооружение частей Советской Армии и на экспорт. Прошла несколько этапов модернизации. В СА ЗСУ «Шилка» входила в состав подразделений ПВО сухопутных войск полкового звена.
Была оценена потенциальным противником как средство противовоздушной обороны, представляющее серьёзную опасность для низколетящих целей. В настоящее время считается устаревшей, главным образом в связи с характеристиками и возможностями её радиолокационной станции и недостаточной эффективной дальностью огня по воздушным целям. Как смена «Шилки» был разработан, принят на вооружение и запущен в серийное производство самоходный зенитный пушечно-ракетный комплекс «Тунгуска». Несмотря на это, по настоящее время ЗСУ-23-4 состоит на вооружении зенитных частей в армиях России, Украины и других стран. По сей день успешно применяется в локальных конфликтах для поражения наземных целей.
|  |  |

## История создания
Первой массовой ЗСУ, созданной в Союзе ССР, стала ЗСУ-57-2, серийное производство которой началось, по разным данным, в 1955 или 1957 году. Боевая эффективность этой установки, имевшей только ручную оптическую систему наведения, сравнительно невысокую скорострельность и малую скорость наведения, против скоростных реактивных самолётов, действовавших на малых высотах, оказалась крайне мала. Поэтому практически сразу после запуска в производство ЗСУ-57-2 постановлением Совета Министров СССР, от 17 апреля 1957 года, была начата разработка двух новых скорострельных ЗСУ с радиолокационными автоматическими системами наведения: ЗСУ-37-2 «Енисей» со спаренной 37-мм артиллерийской установкой 500П, и ЗСУ-23-4 «Шилка» со счетверённой 23-мм артиллерийской установкой 2А7. Обе установки получили названия в честь сибирских рек — Енисея и Шилки. Помимо артиллерийской группы, эти установки отличались используемым шасси и радиолокационной системой наведения. «Енисей» использовал РПК «Байкал» и шасси опытной САУ СУ-100П, тогда как «Шилка» использовала РПК «Тобол» и шасси на основе САУ АСУ-85. Формально установки создавались для различных задач: «Шилка» предназначалась для обеспечения ПВО мотострелковых частей, «Енисей» должен был обеспечивать ПВО бронетанковых войск.
Прототипы обеих ЗСУ были закончены в декабре 1960 года, заводские и государственные испытания их продолжались до октября 1961 года, ЗСУ «Шилка» принята на вооружение 5 сентября 1962 года постановлением Совета Министров СССР № 925—401. В заключении государственной комиссии, проводившей испытания, отмечалось, что «Шилка» в 1,5—2 раза превосходит «Енисей» по эффективности стрельбы по скоростным целям на высотах в 200—500 м, зато последний обладает намного большей предельной высотой эффективной стрельбы — до 3000 м против 1500 м у «Шилки». При этом «Енисей» имел бо́льшую массу — 28 тонн, против 19 у «Шилки», однако по стоимости обе установки были примерно одинаковы. Комиссией были рекомендованы к принятию на вооружение ВС Союза ССР обе установки, так как ни одна из них не имела решающих преимуществ, но в итоге на вооружение постановлением Совета Министров СССР от 5 сентября 1962 года была принята только «Шилка», а дальнейшие работы по «Енисею» были прекращены.
Разработчик ЗСУ-23-4 «Шилка» — ОКБ-40 (г. Мытищи), главный/генеральный конструктор ОКБ — инженер-полковник Николай Александрович Астров. Базовое шасси — гусеничная машина ГМ-575 спроектирована в ОКБ-40; радиолокационно-приборный комплекс РПК-2 «Тобол» (1РЛ33) спроектирован в тульском ОКБ-668 Минрадиопрома СССР; разработчик приводов наведения — Ковровский филиал ЦНИИ-173 (ВНИИ «Сигнал»); разработчик оптических средств — Ленинградское объединение оптико-механических производств (Ленинградское оптико-механическое объединение); автоматическое оружие установки — 23-мм автоматы ТКБ-507 (2А7) были разработаны в тульском ЦКБ-14 (Конструкторское бюро приборостроения), гл. конструктор — Н. М. Афанасьев.

## Конструкция
Описание конструкции установки дано на примере ЗСУ-23-4М, для чего использована информация из книг: 
- «Техническое описание 2А6М.00.00ТО» издания ОТКЗ ВИ МО СССР, Москва, 1988 год.
- «ЗСУ-23-4М. Гусеничная машина ГМ-575. Техническое описание и инструкция по эксплуатации ОИ-575-02». ОТКЗ ВИ МО СССР, Москва, 1980 год
- «Устройство и эксплуатация ЗСУ-23-4М. РПК-2М.» Часть 1. «Устройство РЛС 1РЛ33М3».  Издательство томского политехнического университета. 2005 год

### Общая информация
23-мм самоходная счетверённая зенитная установка ЗСУ-23 предназначена для поражения низколетящих целей на высотах до 1500 метров при скоростях до 450 м/с, при наклонной дальности от 200 до 2500 метров. Установка сохраняет работоспособность при температуре наружного воздуха от -40°С до +50°С, влажности воздуха до 95-98% и высоты над уровнем моря до 1000 метров. Боевое применение установки возможно как с места, так и в движении. Экипаж состоит из 4-х человек: командира установки, оператора поиска-наводчика, оператора дальности и механика-водителя.
Основными составными частями установки являются:
- гусеничная машина ГМ-575 с системой первичного электропитания (СЭП)
- 23-мм автоматическая счетверенная зенитная пушка АЗП-23М (изделия 2А10М)
- силовые приводы наведения «232»
- радиолокационно-приборный комплекс РПК-2М
- аппаратура ориентации — изделие 1Г34
- аппаратура внутренней и внешней связи — переговорное устройство и радиостанция
- средства наблюдения за местностью и окружающей обстановкой
- система вентиляции и противоатомная защита (ПАЗ)
- противопожарное оборудование
- система обогрева членов экипажа

Основные заправочные ёмкости: 
- топливо дизельное для тягового двигателя и для газотурбинного агрегата энергосистемы — 441+110 литров
- масло МТ-16п или М-16ИХП-3 в маслосистему тягового двигателя — 63 литра
- система охлаждения тягового двигателя — 72 литра воды или антифризы марки «40» или «65»
- масло МК-8, МК-8П или МС-8П для смазки ГТД — 2,8 литра
- система охлаждения АЗП — 85 литров воды или антифриза марки «65»
- масло МГЕ-10А для гидросистемы приводов наведения — 40 литров

Боезапас:
- для верхних автоматов — 520х2 патронов
- для нижних автоматов — 480х2 патронов

### Гусеничная машина ГМ-575
Базовой машиной ЗСУ является гусеничная машина ГМ-575 с броневым корпусом.
Корпус машины сварной, из листов броневой стали. Днище имеет корытообразную форму.
Внутри корпус разделён двумя перегородками на три отделения: впереди — отделение управления, в средней части — боевое отделение и в кормовой части — силовое отделение.
В отделении управления расположено рабочее место механика-водителя: сиденье, рычаги управления, педали, приборный щиток. Справа от сиденья за перегородкой установлены 4 аккумуляторные батареи 12СТ-70М. В лобовом листе отделения управления сделан люк для входа-выхода механика-водителя. В крыше корпуса над сиденьем имеется запасной люк для выхода. В отдельном отсеке носовой части корпуса установлен передний топливный бак на 411 литров дизельного топлива.
В боевом отделении установлена вращающаяся часть, состоящая из основания и броневой башни. Основание образовано из верхнего и нижнего с дном коробов, связанных между собой конусом. К верхнему коробу приклёпана башня с днищем. Во вращающейся части смонтированы: автоматы, агрегаты, системы АЗП, силовые приводы наведения, шкафы с блоками и приборы РПК, аппаратура связи, системы вентиляции, ПАЗ и обогрева.
Электропитание и электрическая связь между приборами, расположенными в корпусе гусеничной машины и вращающейся башней, осуществляется через вращающееся контактное устройство ВКУ в центральной части нижнего короба.
В передней части башни расположена станина, в которой смонтирована качающаяся часть АЗП — верхняя и нижняя люльки с закреплёнными на них автоматами и механизмами перезарядки. Справа и слева от станины расположены два боевых отсека с крышками, где размещены четыре патронных коробки для укладки боеприпасов, снаряженных в ленты, а также узлы систем питания и охлаждения автоматов. Качающаяся часть АЗП и башня имеют механические стопоры походного положения и переключатели режимов наведения с ручного на силовое и обратно.
В боевом отделении размещаются три рабочих места для экипажа: посредине — оператор-наводчик, справа — оператор дальности и слева — командир. Над сидением командира установлена командирская башенка с приборами наблюдения (колпак), крышка которой устанавливается на шариковой опоре. В крыше башни имеется люк для входа и выхода операторов.
В силовом отделении размещается силовая установка и силовая передача — шестицилиндровый дизельный тяговый двигатель типа В-6, редуктор силовой передачи, коробка передач, правый и левый планетарные механизмы поворота, а также агрегат питания, состоящий из газотурбинного двигателя ДГ4М-1, генератора ГИСВ-2-14/3000 и редуктора. Снаружи к корпусу в кормовой части прикреплены бортовые передачи с ведущими колёсами. По правому борту силового отделения находится задний топливный бак ёмкостью 110 литров.

### Двигатель
Двигатель В-6 — рядный шестицилиндровый, четырёхтактный, бескомпрессорный, с воспламенением от сжатия, жидкостного охлаждения. По своей сути двигатель В-6 является одноблочной  «половиной» танкового дизеля В-2 от танка Т-34. Большое число деталей и сборочных единиц двигателя В-6 взаимозаменяемо с двигателем В-2.
На зенитную установку ЗСУ-23-4 устанавливались незначительно изменённые по конструкции следующие модификации двигателя: В-6, В-6Р, В-6Р-1, В-6М, В-6М-1.
Технические характеристики двигателя (всех модификаций):
- диаметр цилиндра — 150 мм
- ход поршня — 180 мм
- объём двигателя — 19,1 л
- степень сжатия — 15,0±0,5
- порядок работы цилиндров — 1-5-3-6-2-4
- максим. мощность на стенде при 2000[15] об/мин, л.с. — 280 (В-6 — 240; В-6Р-1 — 260)
- максимальный крутящий момент, кгм — 120±6[16]
- габаритные размеры ДхШхВ (для В-6М):
  - 1402 мм
  - 873 мм
  - 997,5 мм
- сухой вес двигателя без выпускных коллекторов — 769 кг (825 кг для В-6М)

Двигатель обеспечивает максимальную скорость движения машины по шоссе до 50 км/ч, по сухой грунтовой дороге — до 30 км/ч.
Запуск двигателя электростартёром СТ-721, или от системы воздушного запуска. 
Особенности эксплуатации:
Система охлаждения двигателя должна заправляться зимой — антифризом, а летом — водой с трёхкомпонентной присадкой, которая включает двухромовокислый калий, нитрат натрия и тринатрийфосфат, из расчёта 50 грамм каждого компонента на 100 литров воды. Вода с присадкой — токсична.
Запрещается запускать остывший двигатель без предварительного подогрева пусковым подогревателем при температуре наружной среды ниже +5°С. Температура +5°С считается пороговой для сезонного перевода машины на зимнюю эксплуатацию согласно ИЭ.
Запрещается начинать движение машины без прогрева двигателя на оборотах холостого хода (не более 600 об/мин) до достижения температуры ОЖ и масла не менее +30°С, после чего можно начинать движение на низших передачах. Полную нагрузку двигателю можно давать при температуре масла и ОЖ не менее 55°С.
Запрещается по любой причине снижение частоты вращения коленвала двигателя ниже 500 об/мин, так как увеличение подачи топлива в этих условиях может вызвать самопроизвольное изменение направление вращения коленвала двигателя (обратное вращение), что является аварийным режимом работы и требует незамедлительного выключения двигателя.
Запрещается повышение оборотов коленвала двигателя без нагрузки свыше 2300 об/мин.
При утоплении машины (попадании воды во впускной тракт) запрещается пытаться запустить двигатель или провернуть коленвал. Необходимо эвакуировать машину с помощью буксира и выполнить процедуру удаления воды из ЦПГ и картера в соответствии с инструкцией по эксплуатации.
Остановка двигателя производится при снятии с него нагрузки и охлаждения на холостом ходу до температуры ОЖ — 70°С.

#### Силовая передача
Силовая передача состоит из:
- одноступенчатого редуктора с главным фрикционом (многодисковая сухая муфта сцепления)
- пятиступенчатой коробки передач с косозубыми шестернями постоянного зацепления (пять передач вперёд и одна назад). Первая передача предназначена только для преодоления тяжёлых участков дороги. Трогание с места производится на второй передаче.
- двух планетарных механизмов поворота с тормозами
- двух бортовых передач на ведущие колёса

#### Ходовая часть
Состоит из гусеничного движителя и подвески.
Движитель состоит из двух ведущих колёс, двух направляющих колёс с механизмом натяжения гусениц, двух гусеничных цепей и двенадцати опорных катков, по шесть с каждого борта.
Гусеничная цепь — металлическая, мелкозвенчатая, с цевочным зацеплением, с закрытыми шарнирами. Состоит из 93 стальных траков, соединённых меж собой пальцами.
Подвеска машины независимая, торсионная (12 торсионных валов), асимметричная, с 4-мя гидравлическими амортизаторами на первых передних, пятом левом и шестом правом опорных катках; пружинными упорами на первом, третьем, четвёртом, пятом и шестом левых опорных катках, и первом, третьем, четвёртом и шестом правых опорных катках.

### Топливная система
Полная ёмкость двух топливных баков — 521 литр. Для заправки применяется дизельное топливо по ГОСТ4749З-72 марки ДЛ (летнее), ДЗ (зимнее) и ДА (арктическое). При отсутствии стационарных средств заправки баки машины заправляются при помощи малогабаритного заправочного электроагрегата МЗА-3, входящего в одиночный ЗИП.
Расход топлива: по шоссе — 0,8 л/км, по грунту — 1,3 л/км. Запас хода ЗСУ по шоссе с учетом запаса топлива на 1,5-2 часа работы ГТД — 450 км; по сухой грунтовой дороге — до 300 км.
Датчик уровня топлива установлен только в заднем баке.

### Электрооборудование
На машине установлена СЭП — система электропитания, состоящая из первичных источников постоянного тока и вторичного источника питания. Для привода редуктора СЭП на ходу машины служит ходовой дизель; для обеспечения машины электроэнергией на стоянке привод редуктора СЭП осуществляется от газотурбинного двигателя ДГ4М-1 мощностью 70 л.с. Допускается использование на стоянке тягового двигателя машины в режиме отбора мощности на СЭП с ограничениями, оговоренными в инструкции по эксплуатации.
Первичным источником электроэнергии служит сдвоенный синхронный электрогенератор ГИСВ2/14-3000 на рабочее напряжение 27,5 вольт, мощностью 28 кВт. Напряжение обоих генераторов выпрямляется двумя полупроводниковыми мостами с общей заземлённой средней точкой на корпусе. В результате в сетях машины присутствуют напряжения постоянного тока: минус 27,5, плюс 27,5 и общее 55 вольт.
Бортовые аккумуляторные батареи — сернокислотные свинцовые стартерные марки 12СТ-70М, четыре штуки. Номинальное напряжение каждой батареи — 24 вольта, ёмкость — 70 А·ч, масса с электролитом 64 кг. Соединение батарей — параллельно-последовательное, с заземлённой средней точкой.
Для выработки переменного напряжения в машине установлен блок преобразователя БП-112, который выдаёт 220 вольт 400 гц.
Для питания непосредственно устройств РПК переменным током служит входящий в к-т РПК блок трансформаторов Б-6В, который преобразует напряжение 220 вольт в 110 и 115 вольт. Также напряжением 115 вольт запитаны силовые приводы наведения.
Почти вся электропроводка машины выполнена самолётным проводом марки БПВЛ и БПВЛЭ (экранированным). В качестве элементов защиты потребителей широко применяются авиационные автоматы защиты сети АЗС на разный ток срабатывания (АЗС-2, АЗС-5, АЗС-10, АЗС-15 и АЗС-50).

### Освещение
Наружное — две фары ФГ-127 со светомаскировочными насадками и две фары ФГ-125 с линзами-фильтрами, которые служат осветителями при использовании прибора ТВНО-2; передние и задние габаритные огни типа ГСТ-64; два передних с зелёными светофильтрами и два задних с красными. Внутреннее освещение — плафонами типа ПМВ-71.

### Приборы наблюдения
У механика-водителя:
- перископический электрообогреваемый прибор БМО-190-Б
- два боковых прибора прямого зрения со стеклоблоками Б-1К
- прибор ночного видения ТВНО-2

У командира:
- перископический электрообогреваемый прибор БМО-190-Б
- перископический ТПКУ-2
- прибор ночного видения ТКН-1ТС

### Аппаратура ориентации
Аппаратура изд. 1Г34 предназначена для непрерывной автоматической выработки текущего дирекционного угла продольной оси машины и включает:
- гирокурсоуказатель
- пульт управления
- преобразователь тока ПТ-200Ц
- курсоуказатель
- пульт управления
- хордоугломер ТУ ГАУ 4134
- циркуль полевой большой с наконечником-отвёрткой ГОСТ 6447-53
- одиночный ЗИП

Принцип действия и работа аппаратуры.
Для нормальной работы установки ЗСУ-23-4 необходимо провести её первоначальное ориентирование на местности с целью определения исходного дирекционного угла и вводе исходных данных в аппаратуру ориентации. На местах постоянной дислокации для этой цели оборудуется т.н. «исходный пункт» с заранее известными географическими координатами. На марше для ввода поправок в аппаратуру назначаются реперные (контрольные) точки по маршруту следования. При этом для работы используется топографическая карта местности масштаба 1:25000 или 1:50000, перископическая артиллерийская буссоль ПАБ-2А, хордоугломер и циркуль-измеритель.
Входной информацией в аппаратуре является угол поворота установки ЗСУ-23-4.
Исходное значение дирекционного угла устанавливается на шкалах курсоуказателя перед началом движения машины. Информация о приращении дирекционного угла продольной оси установки вырабатывается в курсовой системе «Маяк», представляющий собой автономный гироскопический комплекс. Система состоит из гирокурсоуказателя, пульта управления и источника питания.
По линии синхронной связи информация о приращении дирекционного угла продольной оси установки поступает в курсоуказатель, представляющий собой двухканальную следящую систему. Выходным устройством курсоуказателя являются шкалы и стрелочные указатели, индицирующие текущий дирекционный угол установки.
Источник питания аппаратуры — электромашинный преобразователь ПТ-200Ц, преобразующий бортовое питание 27,5 вольт в трёхфазный переменный ток напряжением 36 вольт с частотой 400 гц.
Время готовности аппаратуры к работе после подачи питания — 13 минут.

### Радиолокационно-приборный комплекс РПК-2М
Предназначен для управления огнём ЗСУ, а именно: для поиска, обнаружения и сопровождения цели по угловым координатам и дальности, и выдачи управляющих сигналов, пропорциональных полным углам наведения, на силовые приводы для наведения пушки в упреждённую точку цели. В состав РПК входит:
- радиолокационная станция 1РЛ33М3
- визирное устройство Б-7
- командирский прибор наведения
- счётно-решающий прибор
- система стабилизации линии визирования в линии выстрела
- система вентиляции
- блок трансформаторов Б-6В
- аппаратура опознавания целей 1РЛ251

Всего установка имеет пять основных режимов стрельбы, из которых первые три осуществляются с помощью РПК.
РПК обеспечивает поиск, захват и автоматическое сопровождение цели с помощью РЛС — это т.н. «первый режим» работы ЗСУ. По текущим координатам цели и параметрам её движения РПК непрерывно определяет данные для стрельбы, обеспечивая встречу снаряда с целью в заданной точке. Электрические сигналы наведения пушки подаются на гидроприводы наведения. Привод горизонтального наведения вращает башню.  Вертикальный привод наводит пушку в вертикальной плоскости. В результате пушка будет всегда направлена на цель.
Второй режим является вспомогательным и используется, когда РЛС забита помехами или при неисправности системы управления антенной РЛС. Во втором режиме РЛС сопровождает цель только по дальности. Наведение антенны на цель и сопровождение цели по угловым координатам осуществляет оператор поиска-наводчик в полуавтоматическом режиме, удерживая цель в перекрестии левой головки визирного устройства.
Третий режим — режим по запомненным установкам. Применяется при угрозе срыва захвата цели РЛС, при использовании противником электронных помех или при больших угловых скоростях цели, либо при наличии неисправностей в РПК. В этом режиме РЛС отключается от счетно-решающего прибора и выработка упреждения производится по запомненным значениям текущих координат цели и скорости их изменений. Время работы РПК в этом режиме ограничено 8-10 секундами, после чего накапливающаяся ошибка упреждения не позволит эффективно поразить цель.
Четвёртый режим стрельбы — это стрельба с помощью оптического прицела-дублёра, без использования РЛС, вычислителя и системы стабилизации. Обнаружение и сопровождение цели ведётся оператором, упреждение вводится по ракурсным кольцам прицела.
Пятый режим — это стрельба по наземным целям с помощью прицела-дублёра, без задействования РЛС и вычислителя. Наведение пушки на цель производится по дистанционной сетке прицела-дублёра силовыми приводами или приводами ручного наведения.
И шестой, аварийный режим работы установки — это работа только при питании от бортовых аккумуляторов. При этом время работы установки ограничено временем разряда  батарей.
Радиолокационная станция 1РЛ33М3
Представляет собой импульсную ламповую РЛС с возможностью перенастройки передающей системы по частоте, для отстройки станции от прямошумовых помех (см. ст. Радиоэлектронная борьба). Отображение РЛ-информации выполнено на ЭЛТ.
В состав РЛС входят следующие устройства:  
- передающая система
- антенно-волноводная система
- приёмная система
- система поиска целей
- система измерения дальности
- система селекции целей
- система управления антенной
- система управления и контроля РЛС
- система контроля исправности РЛС со встроенным осциллографом
- система вторичных источников электропитания

ТТД РЛС:
- дальность обнаружения цели типа самолёта-истребителя МиГ-17 (здесь имеется в виду эффективная площадь рассеяния воздушной цели) при автоматическом секторном поиске — не менее 12 км
- дальность автоматического сопровождения цели типа МиГ-17 — не менее 10 км
- мёртвая зона при автоматическом сопровождении — 200 м
- точность определения координат цели при автоматическом сопровождении
  - по дальности — 10 м
  - по угловым координатам — 00-6
- разрешающая способность по дальности при автоматическом сопровождении цели — 75 м
- диапазон несущих частот — 15000 МГц
- промежуточная частота — 60 МГц
- частота повторения импульсов:
  - постоянная в штатном режиме — 4750 Гц
  - переменная частота повторения (режим «Вобуляция») — 4750-3650 Гц
- мощность передатчика в импульсе — 90 кВт
- частота сканирования пространства — 63 Гц
- максимальная потребляемая мощность станции по цепи переменного тока 220 вольт 400 Гц — 10,5 кВт
- время непрерывной работы — не более 8 часов

Визирное устройство  панорамного типа состоит из двух самостоятельных оптических систем: основного визира (левая головка) и прицела-дублёра (правая головка). Основной визир служит для наблюдения за целью при работе РЛС, а также для измерения угловых координат цели при неисправности РЛС, системы автосопровождения по угловым координатам. Прицел-дублёр служит для наведения пушки при стрельбе без использования РПК по воздушным целям, а также при стрельбе по наземным целям.
Система стабилизации линии визирования в линии выстрела служит для сохранения неизменным направления электрической оси антенны РЛС и осей стволов автоматов пушки во время движения машины по пересечённой местности. В состав системы входит:
- гироазимутгоризонт Б-4, для измерения углов наклона, продольной и поперечной качки, а также текущего угла курса машины
- визирный преобразователь координат с блоком управления Б-2М
- редуктор обкатки Б-3

Составные части РПК выполнены в виде отдельных блоков и узлов, размещённых в отдельных шкафах и корпусах, которые установлены в башне машины.
Для тренировки операторов поиска-наводчика и дальности без включения РЛС на излучение и привлечения авиации в комплект группового ЗИП входит специальное тренировочное устройство, монтируемое на башне машины и соединяющееся кабелями к РЛС. Устройство включает курсозадающее устройство и блок имитатора отражённого сигнала. Также была предусмотрена в учебных целях так называемая «стрельба с зеркальным отворотом» по реальному самолёту-цели, для чего фаза напряжения, пропорционального координате У, переключалась тумблером на 180°, при этом башня установки также поворачивалась на 180°  в противоположную от цели сторону. Для стрельбы имелось специальное приспособление, позволяющее стрелять холостыми патронами только из верхних автоматов.
Техника безопасности:
РЛС является источником повышенной опасности.  В блоках РЛС имеются опасные для жизни высокие напряжения до 6,5 тысяч вольт.
Запрещается находится кому бы то ни было в направлении основного излучения антенны на расстоянии до 80 метров от ЗСУ. При необходимости работ в секторе излучения необходимо применять специальные защитные средства. Члены экипажа ЗСУ и обслуживающий персонал должны не менее двух раз в год проходить медицинское освидетельствование на предмет профессиональных заболеваний, возникающих от воздействия СВЧ-излучения.

#### Эксплуатация РПК
Для ремонта и технического обслуживания радиолокационно-приборного комплекса установки ЗСУ-23-4М промышленность СССР выпускала мобильную радиоэлектронную лабораторию КРАС-1РШ на базе автомобильного шасси.

### Средства связи
- Радиостанция Р-123М «Магнолия».
- Танковое переговорное устройство Р-124.

### Вооружение
Вооружение «Шилки» состоит из 23-мм счетверённой автоматической пушки АЗП-23 «Амур» (индекс её и башни — 2А10, автоматов пушки — 2А7, силовых приводов — 2Э2). Автомат 2А7 (ТКБ-507Ж) является модификацией автомата 2А14 (ТКБ-507, исполнен по схеме Н. М. Афанасьева и ведёт своё происхождение от авиационного пулемёта А-12,7, подробнее см. 23 × 152 мм) буксируемой установки ЗУ-23, дополненного кожухом с жидкостным принудительным охлаждением (200 л воды или антифриза) и электроспуском.
Установка может вести огонь как из всех четырёх автоматов, так и из пары или любого из четырёх. Боекомплект установки — 2000 выстрелов (у ЗСУ-23-4М2 — 3000 выстрелов). Темп стрельбы пушки из четырёх автоматов одновременно — не менее 3400 выстрелов в минуту. Снаряды снаряжаются в ленты. Снаряжение ленты: на три осколочно-фугасных снаряда с трассёром или без (ОФЗТ/ОФЗ) один бронебойный зажигательный трассирующий (БЗТ), каждый 40-й с размеднителем.
Угол наведения стволов: по горизонтали не ограничен, по вертикали — от -4 по +85 градусов.
Режимы стрельбы:
- по скоростным целям (самолёты, ракеты) — 3÷5 выстрелов на ствол
- по малоскоростным целям (самолёты, вертолёты, воздушные десанты) — 5÷10 выстрелов на ствол
- по наземным целям — 50 выстрелов на ствол

Перерыв между очередями 2-3 сек.
| Вероятность поражения целей комплексом вооружения ЗСУ-23-4 |                 |                 |                  |                  |                  |
| Цель типа МиГ-17 со скоростью 250 м/с                      |                 |                 |                  |                  |                  |
| Наклонная дальность, м                                     | На высоте 200 м | На высоте 500 м | На высоте 1000 м | На высоте 1500 м | На высоте 2000 м |
| 500                                                        | 0,28            | 0,35            | 0,39             | 0,39             | —                |

| Таблица бронепробиваемости для 2А7 при стрельбе снарядом БЗТ |     |      |      |      |
| Снаряд \ Расстояние, м | 500 | 1000 | 1500 | 2000 |
| (угол встречи 90°, гомогенная броня) | 25  | 20   | 10   | —    |
| В разное время и в разных странах использовались различные методики определения бронепробиваемости. Как следствие, прямое сравнение с аналогичными данными других пушек/боеприпасов часто оказывается затруднённым. |     |      |      |      |

Согласно официальному сайту ГНПП «Прибора», БЗТ пробивает 15-миллиметровую броню при угле 60°（угол встречи 30°） на 700 метрах.

## Модификации
- ЗСУ-23-4В — модернизация с целью повышения надёжности эксплуатации установки, улучшения условий обитания для расчёта, увеличение ресурса газотурбинного агрегата (ГТА) с 300 до 450 ч. Для наведения РЛС сопровождения на визуально обнаруженную цель в установку был введён командирский прибор наведения (КПН).
- ЗСУ-23-4В1 — модернизация в ЗСУ-23-4В счётно-решающего прибора, что повысило точность и эффективность стрельбы, надёжность автосопровождения цели при увеличении скорости движения установки с 20 до 40 км/ч, увеличен ресурс ГТА с 450 до 600 ч.
- ЗСУ-23-4М1 — модернизация автоматов 2А7 и пушки 2А10 до 2А7М и 2А10М с целью повышения надёжности и стабильности работы комплекса. Повышена живучесть стволов с 3000 до 4500 выстрелов. Улучшена надёжность РЛС и увеличен ресурс ГТА с 600 до 900 ч.
- ЗСУ-23-4М2 — модернизация ЗСУ-23-4М1 для использования в горных условиях Афганистана. Из установки был исключён РПК, за счёт чего увеличен боекомплект снарядов с 2000 до 3000 шт., демонтирована РЛС, усилена бронезащита, введена аппаратура ночного видения для ведения стрельбы ночью по наземным целям.
- ЗСУ-23-4М3 «Бирюса» — ЗСУ-23-4М1 с установкой наземного радиозапросчика «Лук» системы РЛ опознавания воздушных целей по признаку «свой — чужой».
- ЗСУ-23-4М4 «Шилка-М4» — модернизация с установкой радиолокационной СУО и возможностью установки ЗРК «Стрелец». Ввод в состав батареи подвижного пункта разведки и управления (ППРУ) «Сборка М1» в качестве командного пункта (КП) и внедрения в ЗСУ телекодового канала связи обмена информацией между ЗСУ и КП. Замену аналогового счётно-решающего прибора на современную ЦВС. Устанавливается цифровая следящая система. Модернизация гусеничного шасси, направленная на улучшение управляемости и манёвренности самохода и снижения трудоёмкости его технического обслуживания и эксплуатации. Активный прибор ночного видения заменяется на пассивный. Заменяются радиостанции. Устанавливается кондиционер, система автоматизированного контроля работоспособности радиоэлектронной аппаратуры.
- ЗСУ-23-4М5 «Шилка-М5» — модернизация ЗСУ-23-4М4 с установкой радиолокационной и оптико-электронной СУО.
- ЗСУ-23-4М-А1 «Рокач» — украинская модификация. Базовая РЛС заменена на многофункциональную РЛС с ЦАР «Рокач-АС», установлена новая оптико-локационная система и ракетный канал, цифровая вычислительная система, новые алгоритмы управления[19].
- ЗСУ-23-4МБ - белорусский вариант модернизации, реализованный ООО «БСВТ - новые технологии». В боевой машине полностью заменены элементы радиолокационно-приборного комплекса (РПК), включающего в себя: радиолокационную станцию 1РЛ33, счётно-решающий прибор, систему стабилизации линии визирования и систему стабилизации линии выстрела. Вместо РПК на зенитную самоходную установку установлена мультиспектральная оптико-электронная станция «Стриж-М3», которая позволяет не только значительно увеличить точность расчётов координат упреждённой точки и обеспечить идентификацию цели по типу и государственной принадлежности, но и за счёт режима пассивной работы способствует повышению скрытности и живучести ЗСУ. Также была произведена модернизация ГМ-575: системы первичного электропитания, системы автоматического пожаротушения (перевод системы на огнегасящую смесь - углекислота взамен токсичного фреона «состав 3,5») и системы наблюдения за местностью в условиях недостаточной видимости механиком-водителем. Была установлена телевизионно-тепловизионная оптико-электронная система механика-водителя Puma Driver Sofia, которая вместе с бортовым комплексом ориентирования и навигации обеспечивает возможность движения самохода в тёмное время суток без использования осветительных приборов. Боевая машина оснащена автоматизированными рабочими местами экипажа и единой цифровой IP-сетью. В результате модернизации общий вес ЗСУ снизился на две тонны.

## Машины на базе
- 1С91 — самоходная установка разведки и наведения ЗРК «Куб».
- 2П25 — самоходная пусковая установка ЗРК «Куб».
- «Сангвин» — самоходный лазерный комплекс с лазерной установкой для противодействия оптико-электронным приборам воздушных целей.

## Тактика
В наступлении «Шилки» обеспечивают зенитное прикрытие, двигаясь позади танков на расстоянии около 400 метров.
При обороне стационарных объектов установки расставляются согласно утверждённой схемы в танковых окопах (капонирах) и маскируются штатными и нештатными средствами.

## Операторы

### Современные
- Азербайджан — 40 ЗСУ-23-4 по состоянию на 2020 год[20].
- Алжир — около 225 ЗСУ-23-4 по состоянию на 2021 год[21].
- Ангола — 10 ЗСУ-23-4 по состоянию на 2013 год[22], по состоянию на 2021 год на вооружении[23].
- Болгария — 50 ЗСУ-23-4 по состоянию на 2013 год[22], по состоянию на 2021 год на вооружении[23].
- Вьетнам — 10 ЗСУ-23-4 по состоянию на 2013 год[22], по состоянию на 2021 год на вооружении[23].
- Египет:
  - Сухопутные войска Египта — 120 ЗСУ-23-4 по состоянию на 2022 год[24].
  - Военно-воздушные силы Египта — 230 ЗСУ-23-4 по состоянию на 2021 год[25].
- Замбия — 4 ЗСУ-23-4 по состоянию на 2023 год[26]
- Индия — 75 ЗСУ-23-4 по состоянию на 2021 год[27].
- Иран — 100 единиц ЗСУ-23-4 по состоянию на 2021 год[28].
- Кыргызстан — 24 ЗСУ-23-4 по состоянию на 2021 год[29].
- Куба — 36 ЗСУ-23-4 по состоянию на 2013 год[22], по состоянию на 2021 год на вооружении[23].
- Лаос — 10 ЗСУ-23-4 по состоянию на 2021 год[30].
- Ливия
  - ЛНА — некоторое количество ЗСУ-23-4 по состоянию на 2021 год[31]. Всего поставлено 200 ЗСУ-23-4[30]
- Нигерия — 29 ЗСУ-23-4 по состоянию на 2021 год[32].
- Перу — 35 ЗСУ-23-4 по состоянию на 2021 год[33].
- Польша — 2 ЗСУ-23-4 и 20 ЗСУ-23-4MP по состоянию на 2024 год[34].
- Республика Конго — 8 ЗСУ-23-4 по состоянию на 2021 год[35][30].
- Россия:
  - Сухопутные войска России — некоторое количество ЗСУ-23-4 по состоянию на 2024 год[36].
  - Морская пехота России — 60 ЗСУ-23-4 по состоянию на 2024 год[37].
- Сирия — 300 ЗСУ-23-4 по состоянию на 2013 год[22], по состоянию на 2021 год на вооружении[23].
- Туркменистан — 48 ЗСУ-23-4 по состоянию на 2021 год[38].
- Украина — 24-42 (6-7 бригад по 4-6 ЗСУ в каждой) ЗСУ-23-4 по состоянию на 2021 год[39][40].
- Эритрея —  9 ЗСУ-23-4 по состоянию на 2021 год[41][42].
- Эфиопия — 60 ЗСУ-23-4 по состоянию на 2021 год[43][44].

### Бывшие
- Республика Абхазия — 5 ЗСУ-23-4 по состоянию на 2007 год[45].
- Афганистан — некоторое количество ЗСУ-23-4 по состоянию на 2010 год[46].
- Беларусь — некоторое количество ЗСУ-23-4[47].
- Венгрия — 50 единиц ЗСУ-23-4 поставлены из СССР в 1969 году.
- ГДР — 150 единиц ЗСУ-23-4 поставлены из СССР в период с 1969 по 1973 год.
- Израиль — 60 ЗСУ-23-4 на вооружении ВВС по состоянию на 2016 год[48].
- Ирак — 200 единиц ЗСУ-23-4 поставлены из СССР в период с 1973 по 1976 год.
- Иордания — 40 ЗСУ-23-4 по состоянию на 2016 год[49].
- ИГ — некоторое количество ЗСУ-23-4 по состоянию на 2016 год[50]
- Йемен — 50 ЗСУ-23-4 по состоянию на 2010 год[51].
- КНДР — более 100 ЗСУ-23-4 по состоянию на 2000 год[52].
- Монголия — некоторое количество ЗСУ-23-4 по состоянию на 2010 год[53].
- Северный Йемен — 40 единиц ЗСУ-23-4 поставлены из СССР в период с 1979 по 1980 год.
- Сербия и Черногория — 48 единиц ЗСУ-23-4 поставлены из СССР в 1979 году.
- Сомали — 20 единиц ЗСУ-23-4 поставлены из СССР в 1976 году.
- СССР — перешли к образовавшимся после распада государствам.
- Узбекистан — 50 ЗСУ-23-4 по состоянию на 2016 год[54][неавторитетный источник]
- Южная Осетия — некоторое количество ЗСУ-23-4 по состоянию на 2008 год[55].
- Южный Йемен — 50 единиц ЗСУ-23-4 поставлены из СССР в период с 1979 по 1980 год.
- Чеченская Республика Ичкерия — некоторое количество ЗСУ-23-4, по состоянию на 1993—1995 годы[56].

## Боевое применение
ЗСУ-23-4 использовалась в следующих вооружённых конфликтах:
- Война на истощение (1969—1970) — в составе ПВО Египта. 4 июня 1970 года в районе Кантары огнём «Шилки» был сбит израильский самолёт Mystere IV (б/н №44). Пилот Цви Канор катапультировался и был эвакуирован[57].
- Война во Вьетнаме (1964—1973) — в составе ПВО Северного Вьетнама в последние годы войны.
- Арабо-израильская война (1973) — в составе ПВО Египта и Сирии. По данным западных источников от 30 до 43 процентов потерь израильской авиации было от огня ЗСУ-23-4.[58] По российским данным огнём «Шилок» было сбито 27 израильских самолётов.[59] В частности, только 116-я эскадрилья «Скайхоков» потеряла шесть самолётов сбитыми и повреждёнными.[60] Из за действий «Шилок» израильские самолёты вынуждены были уходить на большую высоту, где попадали под огонь зенитных ракет.[61]
- Сражения за гору Хермон (1974) — 19 апреля огнём сирийской «Шилки» был сбит израильский штурмовик A-4 Skyhawk, пилот погиб в самолёте.[62]
- Первая гражданская война в Анголе (1975—1991) — использовалась ангольской стороной.
- Египетско-ливийская война (1977) — в составе ПВО Ливии. Огнём «Шилки» был сбит египетский истребитель Mirage 5[63].
- Эфиопо-сомалийская война (1977—1978) — в составе ПВО Сомали.
- Афганская война (1979—1989) — успешно применялась в качестве орудия поддержки пехоты. Огонь автоматических пушек эффективно действовал как против открыто расположенной живой силы, так и против лёгких укрытий. В частности, легко разрушались глиняные жилые дома и сельскохозяйственные постройки. Нередко при этом с ЗСУ снимался радиолокационный комплекс, увеличивался боезапас и навешивалась дополнительная броня; машина получила обозначение ЗСУ-23-4М2[64]. В 1980 году моджахеды угнали ЗСУ-23-4 из афганской части и сбили с её помощью советский вертолёт Ми-8[65].
- Ирано-иракская война (1980—1988) — применялась иракской армией.
- Гражданская война в Ливане (1975—1990) — в составе сирийской группировки в Ливане. В сентябре 1983 сирийские «Шилки» сбили самолёт SRS-126[англ.] ВВС Ливана, все пилоты погибли.[66]
- Участвовали в отражении удара американских самолётов по Ливии в апреле 1986 года. Их огнём был сбит один и повреждён один американский F-111.[67]
- Война в Персидском заливе (1991) — применялась иракской армией. Известно что, иракскими «Шилками» был сбит кувейтский штурмовик A-4 Skyhawk (пилот взят в плен).[68]

- Вооружённый конфликт в Приднестровье (1992) — применялась молдавской и приднестровской армиями[69].
- Карабахский конфликт (1991—1994) — 4 экземпляра ЗСУ-23-4 «Шилка» (ещё одна ЗСУ была захвачена у азербайджанской стороны) применялись против азербайджанских ВВС и живой силы противника (во втором варианте показывал большую результативность, чем при первом, зенитки ЗУ-23-2 и С-60 оказались более эффективны против воздушных целей).
- Первая чеченская война (1994—1996) — использовалась российской армией против наземных целей. Небольшое количество применялось чеченскими вооружёнными формированиями. 4 феврале 1995 года в районе н. п. Чечен-Аул огнём ЗСУ-23-4 был сбит российский штурмовик Су-25 (368 ошап), пилот майор Н. У. Баиров погиб[70].
- Операция НАТО против Сербии (1999) — состояла на вооружении вооружённых сил Югославии и предположительно участвовала в боевых действиях[источник не указан 2586 дней].
- Вторая чеченская война — использовалась российской армией против наземных целей. Во время вторжения в Дагестан (август 1999 года) отмечено применение ЗСУ-23-4 чеченскими формированиями.
- Иракская война (2003) — применялась иракской армией.
- Война в Грузии (2008) — огнём российской ЗСУ-23-4 был сбит российский штурмовик Су-25, пилот Едаменко погиб (посмертно Герой России)[71].
- Гражданская война в Сирии (2011) — применяются всеми сторонами конфликта. По состоянию на 2020 год зафиксированы 142 визуально подтверждённые потери «Шилок»[72].
- Война на востоке Украины (с 2014 года по сей день)
- Вторая Карабахская Война (2020) — использовался армией обороны НКР[источник не указан 551 день].
- Комплекс использовался в ходе вторжения России на Украину. Некоторое количество российских ЗСУ были захвачены украинской стороной в ходе контрнаступления[73]

## Памятники и музейные экспонаты
| Тип              | Бортовой номер | Местонахождение                                                                   | Изображение |
| ЗСУ-23-4 «Шилка» |                | Бронетанковый музей «Яд ле-Ширьон»                                                |             |
| ---------------- | -------------- | --------------------------------------------------------------------------------- | ----------- |
| ЗСУ-23-4 «Шилка» |                | На территории Московского суворовского военного училища                           |             |
| ЗСУ-23-4 «Шилка» |                | В Музее отечественной военной истории                                             |             |
| ЗСУ-23-4 «Шилка» |                | Памятник в городе Ковылкино Республика Мордовия, Россия                           |             |
| ЗСУ-23-4 «Шилка» |                | Духовно-патриотический комплекс в Старинном парке г. Берёзы , Республика Беларусь |             |
| ЗСУ-23-4 «Шилка» |                | Музейный комплекс УГМК, Верхняя Пышма, Свердловская область                       |             |
| ЗСУ-23-4 «Шилка» |                | Парк военных трофеев, Баку, Азербайджан                                           |             |

## Интересные факты
Образцы ЗСУ-23-4 «Шилка», попавшие в руки американцев во время арабо-израильской войны, были использованы в первой половине 1970-х годов при сравнительных испытаниях на живучесть двух самолётов непосредственной поддержки сухопутных войск США A-10 и A-7 «Corsair II». По результатам испытаний установлено, что боевая живучесть штурмовика A-10 решена применительно к боеприпасам калибра 23 мм. В последующем, наличие у потенциального противника бронированного штурмовика, не поражаемого штатными средствами войсковой ПВО калибра 23 мм, способствовало активизации работ в СССР по созданию 30-мм зенитных комплексов (см. Тунгуска).

## Аналоги
- PGZ-07 — 35-мм двуствольная ЗСУ
- PGZ-95 — 25-мм четырёхствольная ЗСУ
- LD-2000 — ЗСУ с 30-мм семиствольным ПВБС Тип 730
- Тип 87 — 35-мм двуствольная ЗСУ
- Гепард — 35-мм двуствольная ЗСУ
- SIDAM 25 — 25-мм четырёхствольная ЗСУ
- PZA Loara — 35-мм двуствольная ЗСУ

## Изображения
ЗСУ-23-4 «Шилка» в Московском суворовском военном училище:
ЗСУ-23-4 «Шилка» в Музее отечественной военной истории:
ЗСУ-23-4 «Шилка» перед Мытищинским Машиностроительным заводом (ММЗ):

## ЗСУ-23-4 «Шилка» и её модификации в игровой культуре
- Модификация ЗСУ-23-4М3 «Бирюса» присутствует в игре В тылу врага: Штурм 2
- ЗСУ-23-4 «Шилка» присутствует в игре Digital Combat Simulator (DCS world).
- ЗСУ-23-4 «Шилка» присутствует в игре War Thunder
- ЗСУ-23-4 "Шилка" также фигурирует в игре Сирия: Русская буря (Cats Who Play).